# Michael (canción)
«Michael» es una canción de Franz Ferdinand y fue el cuarto sencillo de su álbum homónimo de debut. La canción es notable por sus letras homo-eróticas como "rastrojos en mis labios pegajosos" "stubble on my sticky lips" y "bellos muchachos en una pista de baile" "beautiful boys on a beautiful dancefloor"..
El vocalista principal, Alex Kapranos, declaró en una entrevista a UK Magazine Boyz que la canción fue escrita acerca de dos amigos suyos: "fue una noche cuando la banda y yo estábamos con unos amigos de Glasgow, y fuimos a un almacén de música para baile llamada Disco X. Fue una noche muy libertina y estos dos amigos actuaban de una manera muy sexy entre ellos". La canción fue lanzada como sencillo en el Reino Unido el 16 de agosto de 2004. Y como descarga digital de los sitios web de Franz Ferdinand y Domino Records desde el 17 de. A pesar de esto, el sencillo alcanzó el puesto # 17 en el Reino Unido.
La banda usualmente realiza una versión ligeramente diferente de la canción en los conciertos, reemplazando mayormente el final "come an dance with me" por el más arriesgado "como all over me" y "stubble on my sticky lips" ocasionalmente se sustituye por "stubble on my sticky hips".
Michael también fue incluido como parte de la banda sonora del juego de PlayStation 2. Gran Turismo 4.

## Mensaje secreto
La canción contiene un mensaje secreto entre los minutos 1:35-1:39, si se reproduce al revés, en la cual se oye: "She's worried about yo, call your mother" "Ella está preocupada por ti, llama a tu madre". Según "franzferdinand.com", el bajista Bob Hardy estaba un poco preocupado por llamar a su madre, así que la banda incorporó el aviso de llamar al revés como una especie de homenaje. Bob Hardy, dijo que él no tenía conocimiento de que la voz hina a ser grabado y luego pensó que era sólo un mensaje positivo para ponerlo en la canción.

## Versión alternativa
La canción tuvo otra versión grabada, en mayo de 2004 en Hamburgo, Alemania, como un dúo y originalmente destinado al lanzamiento como sencillo. Sin cambiar la letra, la canción reelaborado debía adoptar la perspectiva de un interés de amor masculino y el interés de amor femenino luchando por Michael. Catriona Shaw de la banda Queen of Japan prestó la voz femenina para esta versión de la canción. Al final, el grupo consideró que el trasfondo homoerótico de la canción no llegó a ser lo suficientemente insinuante, por lo que decidieron no utilizarlo para el lanzamiento de la canción como sencillo y lo agregaron con la versión original del álbum.